# Alexandria Town
Alexandria Rebekkah Town (ur. 6 lipca 1995) – kanadyjska zapaśniczka walcząca w stylu wolnym. Zajęła dwunaste miejsce na mistrzostwach świata w 2018. Złota medalistka mistrzostw panamerykańskich w 2020; srebrna w 2021 i 2023; brązowa w 2018 i 2022. Wicemistrzyni akademickich MŚ w 2018. Pierwsza na MŚ U-23 w 2018 roku.
Zawodniczka York University z Toronto.